# Andrew Marak
Andrew Marak (* 5. Februar 1950 in Chimagre, Meghalaya, Indien) ist Bischof von Tura.

## Leben
Andrew Marak empfing am 10. Februar 1982 die Priesterweihe.
Papst Johannes Paul II. ernannte ihn am 3. Juni 2004 zum Koadjutorbischof von Tura. Die Bischofsweihe spendete ihm der Apostolische Nuntius in Indien, Pedro López Quintana, am 3. Oktober desselben Jahres; Mitkonsekratoren waren George Mamalassery, Bischof von Tura, und Dominic Jala SDB, Erzbischof von Shillong.
Nach der Emeritierung George Mamalasserys folgte er diesem am 21. April 2007 im Amt des Bischofs von Tura nach.